# Okręg wyborczy nr 59 do Senatu Rzeczypospolitej Polskiej
Okręg wyborczy nr 59 do Senatu Rzeczypospolitej Polskiej obejmuje obszar powiatów augustowskiego, grajewskiego, kolneńskiego, łomżyńskiego, monieckiego, sejneńskiego, suwalskiego i zambrowskiego oraz miast na prawach powiatu Łomży i Suwałk (województwo podlaskie). Wybierany jest w nim 1 senator na zasadzie większości względnej.
Utworzony został w 2011 na podstawie Kodeksu wyborczego. Po raz pierwszy zorganizowano w nim wybory 9 października 2011. Wcześniej obszar okręgu nr 59 należał do okręgu nr 23.
Siedzibą okręgowej komisji wyborczej jest Białystok.

## Reprezentanci okręgu
| Rok  | Rok              | Senator           | Komitet wyborczy       |
| ---- | ---------------- | ----------------- | ---------------------- |
|      | 2011             | Bohdan Paszkowski | Prawo i Sprawiedliwość |
| 2015 |                  | Bohdan Paszkowski | Prawo i Sprawiedliwość |
| 2016 | Anna Anders      |                   | Prawo i Sprawiedliwość |
| 2019 | Marek Komorowski |                   | Prawo i Sprawiedliwość |
| 2023 | Marek Komorowski |                   | Prawo i Sprawiedliwość |

## Wyniki wyborów
Symbolem „●” oznaczono senatora ubiegającego się o reelekcję.

### Wybory parlamentarne 2011
| Kandydat                                                                                      | Kandydat                       | Komitet wyborczy                                    | Głosów | Głosów | Głosów |
| Kandydat                                                                                      | Kandydat                       | Komitet wyborczy                                    | Liczba | %      | +/–    |
| --------------------------------------------------------------------------------------------- | ------------------------------ | --------------------------------------------------- | ------ | ------ | ------ |
|                                                                                               | Bohdan Paszkowski ●            | Prawo i Sprawiedliwość                              | 51 758 | 33,73  | –      |
|                                                                                               | Adam Sieńko                    | Platforma Obywatelska RP                            | 40 173 | 26,18  | –      |
|                                                                                               | Mieczysław Bagiński            | Polskie Stronnictwo Ludowe                          | 35 899 | 23,39  | –      |
|                                                                                               | Wioletta Chojnowska-Piątkowska | Sojusz Lewicy Demokratycznej                        | 14 330 | 9,34   | –      |
|                                                                                               | Leszek Lewoc                   | KWW Niezależnego Kandydata na Senatora Leszka Lewoc | 6206   | 4,04   | –      |
|                                                                                               | Mieczysław Bagiński            | Nasz Dom Polska – Samoobrona Andrzeja Leppera       | 5100   | 3,32   | –      |
| Frekwencja: 41,67% Liczba głosów ważnych: 153 466 (96,68%) Źródło: Państwowa Komisja Wyborcza |                                |                                                     |        |        |        |

● Bohdan Józef Paszkowski reprezentował w Senacie VII kadencji (2007–2011) okręg nr 23.

### Wybory parlamentarne 2015
| Kandydat                                                                                      | Kandydat            | Komitet wyborczy                                | Głosów | Głosów | Głosów |
| Kandydat                                                                                      | Kandydat            | Komitet wyborczy                                | Liczba | %      | +/–    |
| --------------------------------------------------------------------------------------------- | ------------------- | ----------------------------------------------- | ------ | ------ | ------ |
|                                                                                               | Bohdan Paszkowski ● | Prawo i Sprawiedliwość                          | 76 569 | 49,65  | +15,92 |
|                                                                                               | Mieczysław Bagiński | Polskie Stronnictwo Ludowe                      | 42 671 | 27,67  | +4,28  |
|                                                                                               | Sylwia Zaniewska    | KWW Forum Obywatelskie                          | 10 971 | 7,11   | –      |
|                                                                                               | Marian Pogoda       | KWW Bezpartyjny Komitet Wyborczy Mariana Pogody | 10 291 | 6,67   | –      |
|                                                                                               | Roman Topczewski    | KWW Polska Obywatelska                          | 6938   | 4,50   | –      |
|                                                                                               | Krystyna Sokół      | KWW Pakt Obywatelski                            | 6768   | 4,39   | –      |
| Frekwencja: 42,80% Liczba głosów ważnych: 154 208 (95,41%) Źródło: Państwowa Komisja Wyborcza |                     |                                                 |        |        |        |

### Wybory uzupełniające 2016
Głosowanie odbyło się z powodu powołania Bohdana Józefa Paszkowskiego na Wojewodę Podlaskiego.
| Kandydat                                                                                     | Kandydat              | Komitet wyborczy                                                      | Głosów | Głosów | Głosów |
| Kandydat                                                                                     | Kandydat              | Komitet wyborczy                                                      | Liczba | %      | +/–    |
| -------------------------------------------------------------------------------------------- | --------------------- | --------------------------------------------------------------------- | ------ | ------ | ------ |
|                                                                                              | Anna Anders           | Prawo i Sprawiedliwość                                                | 30 661 | 47,26  | –2,39  |
|                                                                                              | Mieczysław Bagiński   | Polskie Stronnictwo Ludowe                                            | 26 618 | 41,03  | +13,59 |
|                                                                                              | Jerzy Ząbkiewicz      | KWW „Praca i Przyszłość” – Jerzy Ząbkiewicz Senatorem Twojego Regionu | 4177   | 6,44   | –      |
|                                                                                              | Szczepan Barszczewski | KORWiN                                                                | 1992   | 3,07   | –      |
|                                                                                              | Sławomir Gromadzki    | KWW Szary Obywatel                                                    | 764    | 1,18   | –      |
|                                                                                              | Andrzej Chmielewski   | Samoobrona                                                            | 669    | 1,03   | –      |
| Frekwencja: 17,11% Liczba głosów ważnych: 64 881 (99,41%) Źródło: Państwowa Komisja Wyborcza |                       |                                                                       |        |        |        |

### Wybory parlamentarne 2019
| Kandydat                                                                                      | Kandydat           | Komitet wyborczy           | Głosów  | Głosów | Głosów |
| Kandydat                                                                                      | Kandydat           | Komitet wyborczy           | Liczba  | %      | +/–    |
| --------------------------------------------------------------------------------------------- | ------------------ | -------------------------- | ------- | ------ | ------ |
|                                                                                               | Marek Komorowski   | Prawo i Sprawiedliwość     | 111 737 | 58,17  | +8,52  |
|                                                                                               | Zenon Białobrzeski | Polskie Stronnictwo Ludowe | 58 887  | 30,66  | +2,99  |
|                                                                                               | Janusz Wasilewski  | KWW Kukiz15 do Senatu      | 21 465  | 11,17  | –      |
| Frekwencja: 53,36% Liczba głosów ważnych: 192 089 (98,04%) Źródło: Państwowa Komisja Wyborcza |                    |                            |         |        |        |

Po zarejestrowaniu swoich kandydatur zmarli Andrzej Chmielewski (Samoobrona) i Kornel Morawiecki (PiS). Komitet wyborczy PiS skorzystał z prawa wysunięcia innego kandydata, natomiast Samoobrony – nie.

### Wybory parlamentarne 2023
| Kandydat                                                                                      | Kandydat            | Komitet wyborczy                                                           | Głosów  | Głosów | Głosów |
| Kandydat                                                                                      | Kandydat            | Komitet wyborczy                                                           | Liczba  | %      | +/–    |
| --------------------------------------------------------------------------------------------- | ------------------- | -------------------------------------------------------------------------- | ------- | ------ | ------ |
|                                                                                               | Marek Komorowski ●  | Prawo i Sprawiedliwość                                                     | 108 827 | 48,25  | –9,92  |
|                                                                                               | Cezary Cieślukowski | KKW Trzecia Droga Polska 2050 Szymona Hołowni – Polskie Stronnictwo Ludowe | 86 699  | 38,44  | +7,78  |
|                                                                                               | Adam Kiełczewski    | Konfederacja Wolność i Niepodległość                                       | 30 000  | 13,30  | –      |
| Frekwencja: 66,63% Liczba głosów ważnych: 225 526 (97,91%) Źródło: Państwowa Komisja Wyborcza |                     |                                                                            |         |        |        |